# Zoltán Ribli
Zoltán Ribli (Mohács, 6 september 1951) is een Hongaars schaker.
In 1965 eindigde Ribli in Boedapest met Lev Poloegajevski op de eerste plaats. In 1969 won hij, gedeeld met Rafael Vaganian en Karl-Heinz Siegfried Maeder, in Groningen het Niemeyer toernooi voor Europese spelers tot 20 jaar. In 1971 won hij nogmaals, maar nu ongedeeld, het Niemeyer toernooi. In 1973 werd hij FIDE-grootmeester (GM). In datzelfde jaar werd hij kampioen van Hongarije. In 1981 won Ribli te Baden-Baden samen met Anthony Miles. Hij speelde ook mee in het kandidatentoernooi in 1982, maar werd door Vasili Smyslov verslagen.
In 1983 eindigde Ribli in Wijk aan Zee op de tweede plaats na Ulf Andersson, maar in 1989 werd hij daar samen met Viswanathan Anand en Predrag Nikolić eerste.
Tezamen met Gabor Kallai schreef hij twee schaakboeken: Winning with the Queen's Indian en Winning with the English.

## Externe links

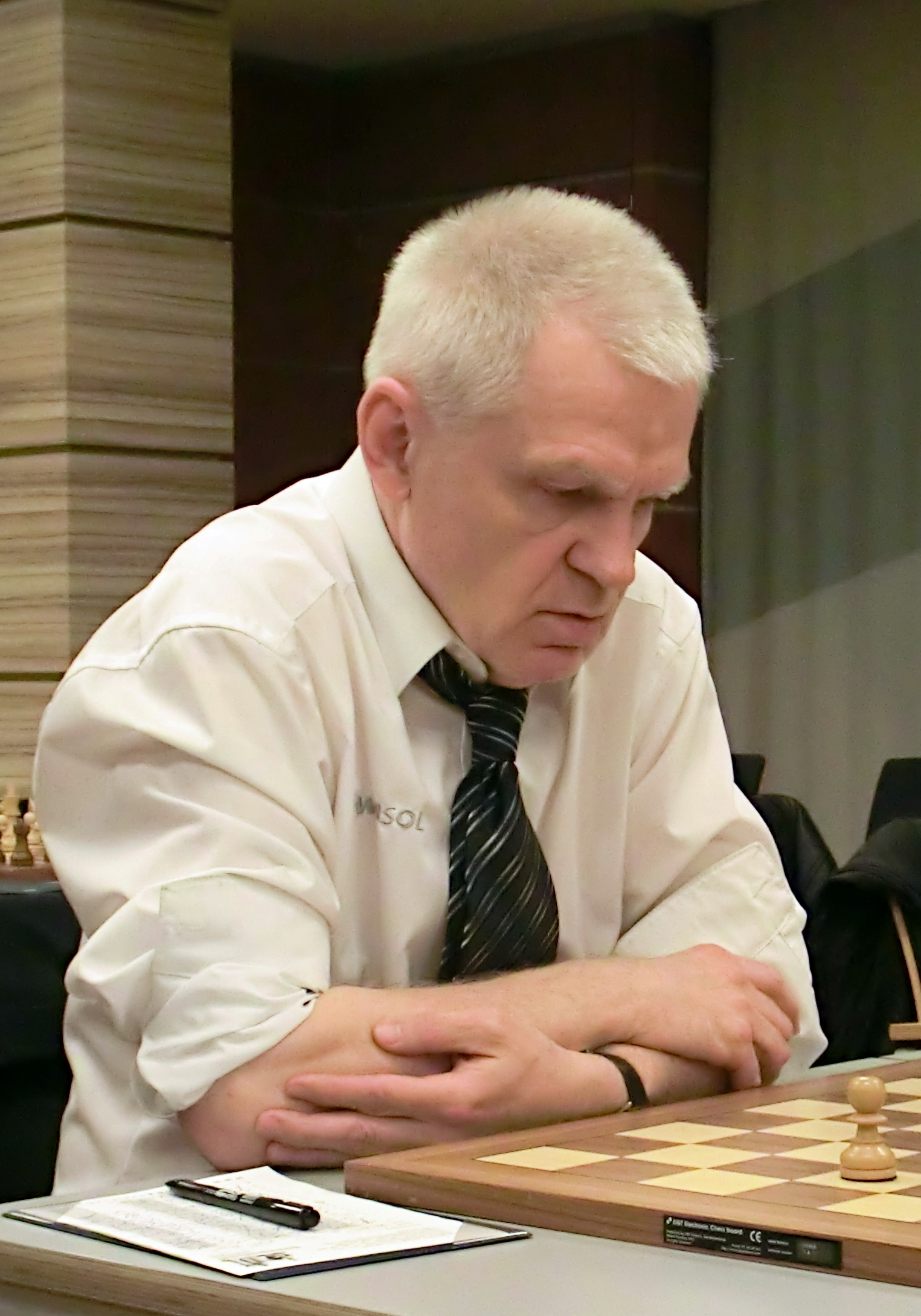
Ribli in 2014